# Граков, Борис Степанович
Бори́с Степа́нович Гра́ков (14 ноября 1931, Владивосток — 6 апреля 1994, Красноярск) — советский и российский хирург, ректор Красноярского государственного медицинского института (1979—1994), доктор медицинских наук, профессор, член-корреспондент АМН СССР.

## Биография
Родился 14 ноября 1931 года во Владивостоке в семье врачей.
Окончил девять классов средней школы в селе Ярцево Красноярского края, где в это время по направлению работал его отец.
В 1955 году с отличием окончил лечебный факультет Красноярского государственного медицинского института и здесь же клиническую ординатуру по хирургии.
В 1957 году стал ассистентом кафедры общей хирургии Красноярского государственного медицинского института, где первым в Краевой клинической больнице № 1 внедрил искусственное кровообращение при операциях на сердце. Позже работал на кафедре госпитальной хирургии института.
В 1964 году в Новосибирском государственном медицинском институте защитил диссертацию на соискание учёной степени кандидата медицинских наук по теме «Исследование качественного состава красной крови методом эритрограмм при некоторых острых хирургических заболеваниях».
В 1969 году в Институте хирургии имени А. В. Вишневского АМН СССР защитил диссертацию на соискание учёной степени доктора медицинских наук по теме «Материалы к патогенезу анаэробной инфекции и лечению методом регионарной перфузии с последующей длительной внутриартериальной инфузией».
В 1971 году стал организатором и заведующим кафедрой хирургических болезней педиатрического факультета, а в 1973—1979 годах — заведующий кафедрой госпитальной хирургии Гродненского государственного медицинского института.
В 1979—1994 годах — ректор Красноярского государственного медицинского института. За время своего ректорства способствовал развитию высшего учебного заведения — постройка новых зданий, открытие факультетов и установление первых международных связей. Способствовал открытию в институте создает кафедры менеджмента. Кроме того являлся заведующим кафедрой госпитальной хирургии и продолжал оставаться практикующим хирургом.
В 1984 году был избран членом-корреспондентом Академии медицинских наук СССР.
В 1994 году стал действительным членом (академиком) общественной академии — Академии наук высшей школы.
Соавтор ста восьмидесяти  научных трудов, включая несколько монографий, соавтор восемнадцати свидетельств на изобретение.
Научный руководитель тринадцати кандидатских и трёх докторских диссертаций.
Председатель Красноярского городского совета народных университетов, член президиума Красноярского краевого Совета ректоров, член коллегии Красноярского краевого отдела здравоохранения, депутат Красноярского городского Совета народных депутатов, председатель комиссии по здравоохранению при Красноярском городском Совете народных депутатов.

## Научная деятельность
Основатель научной школы по хирургии, разработчик большого количества запатентованных методов создания искусственного пищевода и трахеи, операций на лёгких и средостении, а также органх брюшной полости, где разработал и внедрил органосберегающие способы вмешательств на желчевыделительной системе (печень, протоки, желчный пузырь), автор модификаций классических операций на желудке и кишечнике. Крупный организатор медицинской науки и практики в СССР и России. Один из разработчиков социальных программ «Концепция развития здравоохранения в период перехода к рыночной экономике», «Технология непрерывного последипломного образования», а также учебной программы «Енисейский меридиан».
Работая в тесном сотрудничестве с Институтом биофизики СО АН СССР подготовил практические рекомендации направленные на обнаружение закономерности изменений эритрограммы в зависимостм от степени интоксикации при гнойно-некротических процессах, ожоговой болезни.
Основным разрабатываемым научным направлением являлась регионарная внутрисосудистая терапия хирургических заболеваний. Итоги исследований в этой области нашли своё отражение в докторской диссертации. Самостоятельно и в качестве научного руководителя выполнил исследования по проблемами онкологии. Кроме того большое научно-прикладное значение имеют разработки выполненные большой группой сотрудников Б. С. Граков по разработке методов оперативного лечения острого и хронического панкреатита.

## Семья
Отец — Степан Васильевич Граков (28 октября 1906—1995), хирург и организатор здравоохранения. Родился в Благовещенске в семье служащего. После школы работал сельским учителем, а после окончания Тихоокеанского института был директором совхоза Военно-морского флота. В 1936 году собирался учиться в аспирантуре по специальности связанной с сельским хозяйством, однако под влиянием одного из своих родственников из Новосибирска решил поступать в Новосибирский государственный медицинский институт. Во время Великой Отечественной войны был начальником хирургического отделения и хирургом в эвакуированных госпиталях. В 1948 года после перевода в Красноярск работал заместителем главного врача по лечебной работе Красноярской краевой клинической больницы № 1, а затем стал главным врачом городской больницы Красноярска. С 1952 года назначался на различные крупные управленческие должности: заведующего городским отделом здравоохранения, а затем краевым отделом здравоохранения. За добросовестное исполнение врачебного долга был дважды награждён Орденом Трудового Красного Знамени, а кроме того медалями «За трудовое отличие», «За победу над Германией», «За добросовестный труд», «За освоение целинных земель», значком «Отличнику здравоохранения». Имел почётное звание «Заслуженный врач РСФСР». Избирался депутатом Красноярского краевого Совета депутатов трудящихся.
Мать — Евдокия Петровна Гракова, операционная сестра и акушерка. Происходила из древнего русского дворянского рода, который ведёт свою родословную от Шейбани-Хана. Работала главной медицинской сестрой в Городской клинической больницы № 1 Красноярска.
Старший брат — Геннадий Степанович Граков, врач-онколог. После окончания школы убежал из дома на фронт с целью успеть принять участие в Великой Отечественной войне. Но не успел, добравшись до Севастополя, где смог поступил в Черноморское высшее военно-морское училище, которое окончил с отличием и затем успешно служил на Тихоокеанском флоте. Дослужился до офицерского звания, но вынужден был уйти в отставку из-за дальтонизма, который не позволил поступлении в военную академию. После окончания военной службы вернулся в Красноярск, где с отличием окончил Красноярский государственный медицинский институт и работал там же на кафедре рентгено-радиологии. Защитил диссертацию на соискание учёной степени кандидата медицинских наук и получил учёное звание доцента. Много сил и времени уделил изучению радиологических методов лечения онкологических заболеваний и был в числе первых исследователей, кто смог внедрил в Красноярске метод нейтронной терапии.
Невестка (супруга брата) — Нина Дмитриевна Гракова, педагог. Имея высшее педагогическое образование и долгое время являясь депутатом Красноярского краевого Совета депутатов трудящихся способствовала тому, чтобы средних школах в обязательном порядке проводилась подготовка по оказанию первой медицинской помощи и расширению знаний учащихся о вопроса, стоящих перед современной медициной. Награждена Орденом Дружбы народов.
Супруга — Людмила Степановна Гракова, врач высшей категории, доктор медицинских наук. На протяжении двадцать двух лет заведовала кафедрой рентгенологии факультета усовершенствования врачей Красноярского государственного медицинского института. Автор 128 научных работ (в том числе 3 монографии), а также 6 изобретений и 24 рационализаторских предложений. Научный руководитель 10 кандидатских и 3 докторских диссертации.
Дочь — Елена Борисовна Наумова (Гракова) (род. 23 апреля 1956), кандидат медицинских наук, доцент, специалист в области традиционной медицины — рефлексотерапии, мануальной терапии. В 1979 году окончила Гродненский государственный медицинский институт, а также ординатуру и аспирантуру Красноярского государственного медицинского института. В 1986 году в Омском государственном медицинском институте имени М. И. Калинина защитила диссертацию на соискание учёной степени кандидата медицинских наук по теме «Диагностика и лечение бесплодия у женщин с олигоменореей в различных экологических условиях». В том же году получила первичное образование по рефлексотерапии в Киевском ГИДУВ в 1986. Стажировалась в Шеньянском институте китайской медицины Пекинской академии иглотерапии и прижигания. В Дании прошла курс Европейской ассоциации скелетно-мускульной медицины, а также в США курс кранио-сакральной терапии. Имеет многочисленные дипломы по прикладной кинезиологии (Англия), висцеральной мануальной терапии (Франция), остеопатии (США). Работала старшим научным сотрудником Красноярского НИИ медицинских проблем Севера СО РАМН. Президент Ассоциации врачей-мануальных терапевтов и рефлексотерапевтов. Главный специалист Красноярского краевого отдела здравоохранения по мануальной терапии и рефлексотерапии. С 1991 года была заведующей кафедрой традиционной (безлекарственной) медицины Красноярского государственного медицинского института. Доцент кафедры нейрохирургии с курсом традиционной медицины ИПО этого института. С 1999 года — член-корреспондент общественной академии Российская академия естественных наук. Автор более 70 научных работ (включая 3 монографии), 5 изобретений и 6 рационализаторских предложений. Внедрила в медицинскую практику висцеральную мануальную терапию, а также развила направления остеопатической мануальной медицины и прикладной кинезиологии.
Зять — Николай Васильевич Наумов, доктор медицинских наук, профессор кафедры хирургических болезней Красноярского государственного медицинского университета имени профессора В. Ф. Войно-Ясенецкого. В 1986 году в Томском государственном медицинском институте защитил диссертацию на соискание учёной степени кандидата медицинских наук по теме «Метод лечения длительно незаживающих ран в управляемой абактериальной среде в сочетании с отрицательными аэрионами» В 2002 году в Красноярской государственной медицинской академии защитил диссертацию на соискание учёной степени доктора медицинских наук по теме «Межкишечный анастомоз: патогенез и профилактика несостоятельности : Экспериментально-клиническое исследование» Автор более 75 научных работ, 1 изобретения и 8 рационализаторских предложений.
Внук — Игорь Геннадьевич Граков, кандидат медицинских наук. Основатель компании «Мимекс», автор и разработчик технологии «Странник». Действительный член (академик) общественной академии Российская академия естественных наук. Окончил Красноярский государственный медицинский институт. Продолжительное время работал в Красноярской больнице скорой медицинской помощи. Является разработчиком и популяризатором службу экстренной эндоскопии в Красноярске. В числе первых начал использовать методику эндоскопической ретроградной холангео-пангреатографии, которую затем дополнил собственными изобретениями, что позволило проведить лазерное лечение двенадцатиперстной кишке, желчных протоков и протока поджелудочной железы. Руководил научно-исследовательской лаборатории Института проблем Севера РАМН. Был научным сотрудником кафедры усовершенствования врачей Красноярского государственного медицинского института. Затем был заведующим лабораторией специальных методов исследования института. Является автором многочисленных изобретений и рационализаторских предложений. В 1987 году в НИИ медицинской радиологии АМН СССР защитил диссертацию на соискание учёной степени кандидата медицинских наук по теме «Лучевая диагностика хронических воспалительных заболеваний гепатопанкреатодуоденальной системы». В том же году основал фирму «Мимекс». В 1990—1992 годах создал системы для работы в области животноводства, а также разработал авторскую методика переработки сырой нефти, и проводил успешные исследования в области горных ударов. В 1989 году основываясь на принципе вычисления индивидуального режима терапии для каждого пациента создал комплекс Вычислительной лазерной терапии (ВСЛТ). В 1990 году выпустил систему ВСЛТ-2, которая позволила ограничиться одним компьютером для одновременного расчёта и управления сразу восемью лазерными установками. В 1996 году исследуя технологии персонального биологического моделирования, была разработана методика создал модель информационного потока и определены законы её взаимодействия с функциями мозга отдельно взятого пользователя программ. Разрабатывает технологии квантового моделирования, которые должны помочь восстановлению здоровья человека. За разработку этих технологий был награждён серебряной медалью имени И. П. Павлова «За развитие медицины и здравоохранения», орденом имени В. Н. Татищева «За пользу Отечеству», международными орденами «Полярная Звезда» и «Звезда Циолковского», медалью имени академика С. П. Королёва «За заслуги перед отечественной космонавтикой», а также почётным нагрудным знаком имени маршала Г. К. Жукова «За мужество и любовь к Отечеству».

## Награды
- Орден Трудового Красного Знамени
- Серебряная медаль имени И. П. Павлова «За развитие медицины и здравоохранения»
- Орден имени В. Н. Татищева «За пользу отечеству»
- Международный орден «Полярная звезда»
- Международный орден «Звезда Циолковского»
- Медаль имени академика С. П. Королёва «За заслуги перед отечественной космонавтикой»
- Почётный наградной знак имени маршала Г. К. Жукова «За мужество и любовь к отечеству»

## Память
6 апреля 2005 года на аллее Славы Бадалыкского кладбища собрались почтить память Б. С. Гракова его коллеги и друзья.
20 мая 2015 года в честь Б. С. Гракова на фасаде Красноярского государственного медицинского университета имени профессора В. Ф. Войно-Ясенецкого была размещена мемориальная доска.

## Отзывы
Д. Г. Миндиашвили вспоминал: 
У меня был друг, великий хирург, ректор медицинского института Борис Степанович Граков. Иногда случались тяжёлые ситуации, когда врачи, профессора нервничали, шумно спорили и обсуждали, а он заходил, слушал, и непринуждённо с шуточками отдавал указания и всё разрешалось.

## Научные труды

### Монографии
- Длительная внутриартериальная и внутриаортальная инфузия как метод лечения некоторых воспалительных заболеваний / сост. Ю. М. Лубенский, Б. С. Граков, В. Сологуг; ред. Ю. М. Лубенский ; Красноярский мед. ин-т. — Красноярск: Красноярский мед. ин-т, 1970. — 234 с.
- Антиографическая оценка анатомо-функционального состояния кровообращения конечности при внутриартериальной (катетерной) терапии, 1981
- Граков Б. С., Павлючек А. С. Дооперационная диагностика операбельности рака желудка: на основе анализа историй болезни в Красноярском краевом онкологическом диспансере. — Красноярск: Издательство Красноярского университета, 1983. — 94 с.
- Граков Б. С., Селезов Е. А., Швецкий А. Г. Полупроницаемые мембраны в лечении и профилактике хирургической инфекции: (Управление раневым процессом). Красноярск: Изд-во Краснояр. ун-та, 1988. — 158 с. ISBN 5-7470-0015-2
- Граков Б. С., Лубенский Ю. М., Нихинсон Р. А. Методы диагностики и интенсивной терапии в неотложной абдоминальной хирургии. — Красноярск: Изд-во Краснояр. ун-та, 1992. — 236 с. ISBN 5-7470-0156-6
- Ультразвуковая диагностика с использованием датчиков 3,5 и 5 МГц: атлас / [сост. Б. С. Граков и др.]. — Красноярск: 1-я мед. страх. компания «Возрождение»: Красноярский мед. ин-т, 1992 (1993). — 62 с.
- Граков Б. С., Модестов А. А., Наумова Е. Б. Менеджмент в здравоохранении. — Красноярск: [б. и.], 1993. — 119 с. («Управление здравоохранением в условиях медицинского страхования»)
- Модестов А. А., Граков Б. С., Наумова Е. Б. Маркетинг в здравоохранении. Красноярск, 1993. 97 с.